# 후쿠이 미나
후쿠이 미나(福井 未菜, 1984년 11월 3일~)는 일본의 배우이다.

## 출연작

### 드라마
- 2007년~2008년 《수권전대 게키렌쟈》 우자키 란/게키 옐로 역